# Greatest Hit (...And 21 Other Pretty Cool Songs)
Pour les articles homonymes, voir Greatest Hits.
Albums de Dream Theater
Systematic Chaos
(2007) Chaos in Motion 2007-2008
(2008)
Greatest Hit (...and 21 Other Pretty Cool Songs) est une compilation du groupe de metal progressif Dream Theater sortie chez Rhino Records le 1er avril 2008. Le titre fait allusion à leur hit "Pull Me Under."
Sur cet album, on peut trouver trois titres de l'album qui les a propulsés, Images and Words, remixés par Kevin Shirley : "Pull Me Under," "Take the Time," et "Another Day."
Ce greatest hits est divisé en deux parties : The Dark Side (CD1) regroupe leurs titres les plus "heavy", tandis que The Light Side (CD2) recense les plus mélodiques. La totalité des titres présents sur ces deux disques provient de la période de 1991 à 2005, on n'y retrouve donc pas d'extrait de leurs albums When Dream and Day Unite, A Change of Seasons, Systematic Chaos, Black Clouds and Silver Linings et A Dramatic Turn of Events

## Liste des chansons

### Disque 1 (The Dark Side)
| No  | Titre                                        | Paroles       | Musique                                      | première apparition                     | Durée |
| --- | -------------------------------------------- | ------------- | -------------------------------------------- | --------------------------------------- | ----- |
| 1.  | Pull Me Under (2007 remix)                   | Kevin Moore   | Dream Theater                                | Images and Words                        | 8:13  |
| 2.  | Take the Time (2007 remix)                   | Dream Theater | Dream Theater                                | Images and Words                        | 8:22  |
| 3.  | Lie (single edit)                            | Moore         | Dream Theater                                | Awake                                   | 5:02  |
| 4.  | Peruvian Skies                               | John Petrucci | Dream Theater                                | Falling into Infinity                   | 6:42  |
| 5.  | Home (single edit)                           | Mike Portnoy  | Dream Theater                                | Metropolis Part 2: Scenes from a Memory | 5:38  |
| 6.  | Misunderstood (single edit)                  | Petrucci      | Petrucci, John Myung, Jordan Rudess, Portnoy | Six Degrees of Inner Turbulence         | 5:14  |
| 7.  | The Test That Stumped Them All (single edit) | Portnoy       | Petrucci, Myung, Rudess, Portnoy             | Six Degrees of Inner Turbulence         | 5:00  |
| 8.  | As I Am (clean single edit)                  | Petrucci      | Petrucci, Myung, Rudess, Portnoy             | Train of Thought                        | 7:14  |
| 9.  | Endless Sacrifice                            | Petrucci      | Petrucci, Myung, Rudess, Portnoy             | Train of Thought                        | 11:23 |
| 10. | The Root of All Evil (edit)                  | Portnoy       | Dream Theater                                | Octavarium                              | 7:16  |
| 11. | Sacrificed Sons (edit)                       | James LaBrie  | Dream Theater                                | Octavarium                              | 9:41  |

### Disque 2 (The Light Side)
| No  | Titre                                  | Paroles         | Musique                          | première apparition             | Durée |
| --- | -------------------------------------- | --------------- | -------------------------------- | ------------------------------- | ----- |
| 1.  | Another Day (2007 remix)               | Petrucci        | Dream Theater                    | Images and Words                | 4:25  |
| 2.  | To Live Forever                        | Moore, Petrucci | Dream Theater                    | face-B de Lie                   | 4:56  |
| 3.  | Lifting Shadows off a Dream            | John Myung      | Dream Theater                    | Awake                           | 6:09  |
| 4.  | The Silent Man                         | Petrucci        | Petrucci                         | Awake                           | 3:47  |
| 5.  | Hollow Years                           | Petrucci        | Dream Theater                    | Falling into Infinity           | 5:55  |
| 6.  | Through Her Eyes (alternate album mix) | Petrucci        | Dream Theater                    | Scenes from a Memory            | 6:03  |
| 7.  | The Spirit Carries On                  | Petrucci        | Dream Theater                    | Scenes from a Memory            | 6:40  |
| 8.  | Solitary Shell (single edit)           | Petrucci        | Petrucci, Myung, Rudess, Portnoy | Six Degrees of Inner Turbulence | 4:10  |
| 9.  | I Walk Beside You                      | Petrucci        | Dream Theater                    | Octavarium                      | 4:28  |
| 10. | The Answer Lies Within (edit)          | Petrucci        | Dream Theater                    | Octavarium                      | 5:15  |
| 11. | Disappear                              | LaBrie          | Petrucci, Myung, Rudess, Portnoy | Six Degrees of Inner Turbulence | 6:45  |

## Membres
- James LaBrie – voix
- John Myung – basse
- John Petrucci – guitare et chœurs
- Mike Portnoy – batterie et chœurs
- Jordan Rudess – clavier (pistes 5 à 11 du CD1 et 6 à 11 du CD2)
- Kevin Moore – clavier (pistes 1 à 3 du CD1 et 1 à 4 du CD2)
- Derek Sherinian – clavier, chœur sur "Peruvian Skies" and "Hollow Years"
- Jay Beckenstein – saxophone sur "Another Day" et "Through Her Eyes"
- Theresa Thomason – chœurs sur "Through Her Eyes" et "The Spirit Carries On"